# فالاکرینه

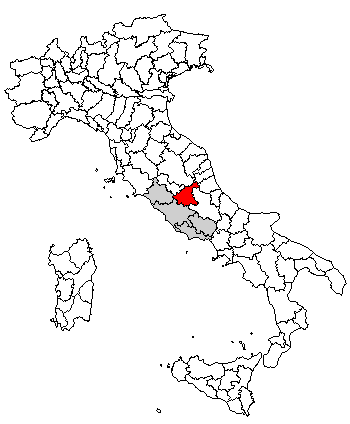
موقعیت ریتی بر روی نقشهٔ ایتالیا

فالاکرینه (به [Falacrīnum یا vīcus Phalacrīnae؛ به ایتالیایی: Falacrine] Error: {{Lang-xx}}: متن دارای نشانه‌گذاری ایتالیک است (راهنما)) دهکده‌ای در روم باستان و زادگاه امپراتور وسپاسیان بود.

## مکان
در مورد مکان دقیق فالاکرینه اختلاف نظر وجود دارد. گفته شده است که این دهکده دقیقاً پس از رئاته (ریتی امروزی) در سابینه در شمال شرقی رم واقع شده است. اما روایت‌های محلیِ پیش از سدهٔ شانزدهم، موقعیت آنرا در مکان دژ آلاتری، بین گرچو و کونتیانو می‌داند. با این‌وجود تاریخ‌نگاری محلی به نام ویتوری معتقد است که فالاکرینه در نزدیکی چیتارئاله در استان ریتی قرار داشته است. همچنین شخص دیگری به نام لاتینی، ویرانه‌هایی را در کولیچِله (بخشی از چیتارئاله) یافت و گمان برد که باید ویرانه‌های فالاکرینه باشد. با این حال مردم آماتریچه معتقدند که این دهکده در فراتزیونهٔ توریتا، بالاتر از دره‌ای به همین نام قرار داشته است. مکان‌های احتمالی دیگری که برای این دهکده ذکر شده آنترودوکو، ریتی و پاگانیکو سابینو است.